# پیتر سترا
پیتر پُل سِتِرا، (به انگلیسی: Peter Paul Cetera) متولد ۱۳ سپتامبر ۱۹۴۴، یک موسیقی‌دان، خواننده، ترانه‌سرا و نوازنده آمریکایی است که به خاطر دوران عضویت در گروه موسیقی راک «شیکاگو» و همچنین موفقیت‌های انفرادی در حوزه موسیقی شناخته می‌شود. وی به عنوان خواننده اصلی و بیسیست اصلی گروه شیکاگو به شهرت رسید.
پیتر سِتِرا در سال ۱۹۶۷ به گروه موسیقی شیکاگو پیوست و تا سال ۱۹۸۵ در این گروه فعالیت داشت. در این دوران، او نه تنها به عنوان خواننده و ترانه‌سرا شناخته می‌شد، بلکه نقش بیسیست گروه را نیز بر عهده داشت. در طی این سال‌ها، شیکاگو با آهنگ‌های پرطرفداری مانند "If You Leave Me Now", "Hard to Say I'm Sorry" و "You're the Inspiration" مشهور شد.
در سال ۱۹۸۵، پیتر سِتِرا تصمیم به ترک گروه شیکاگو گرفت و مسیری به سمت فعالیت‌های انفرادی را آغاز کرد. او در ادامه به عنوان هنرمند انفرادی، آلبوم‌های موفقی را منتشر کرد و آهنگ‌هایی مانند "Glory of Love" که موسیقی متن فیلم "کاراته کید" بود، به موفقیت‌های بزرگی دست یافت.
پیتر سِتِرا در مجموع، در طول حرفه‌اش به عنوان عضو شیکاگو و همچنین به عنوان هنرمند انفرادی، در دنیای موسیقی مدرن تأثیر بزرگی گذاشته‌است و آثاری بی‌نظیر از خود به جامعه موسیقی تقدیم کرده‌است.

## دیسکوگرافی

### آلبوم‌های استودیویی
- ۱۹۸۱ - پیتر سِتِرا
- Solitude/Solitaire - ۱۹۸۶
- ۱۹۸۸ - یک داستان بیشتر
- ۱۹۹۲ - جهان در حال سقوط
- ۱۹۹۵ - یک صدای شفاف
- ۲۰۰۱ - یک دنیای کامل دیگر
- ۲۰۰۴ - تو فقط باید کریسمس را دوست داشته باشی

### اجراهای تمدید شده
- Fresh Takes -۲۰۲۱

### آلبوم‌های زنده
- ۲۰۰۴ - پیتر سِتِرا و ارکستر سمفونیک - زنده در سالت لیک سیتی

### آلبوم‌های گردآوری‌شده
- ۱۹۹۷ - شما الهام بخش هستید: یک مجموعه
- ۲۰۱۷ - بهترین‌های پیتر سیترا[۵]
- ۲۰۰۲ - عشق، شکوه، افتخار و قلب: ماه کامل و برادران وارنر. ضبط ۱۹۸۱–۱۹۹۲[۶]

### تک آهنگ‌های برجسته
- ۱۹۸۳ - Hold Me 'Til the Mornin' Comes
- ۱۹۸۷ - I Wasn't the One (Who Said Goodbye)
- ۱۹۸۹ - After All
- ۱۹۹۱ - Voices That Care
- ۱۹۹۷ - Hard to Say I'm Sorry

### موسیقی متن
- ۱۹۸۲ - عاشقان تابستان - "سخت است بگویم متاسفم" (اجرا با شیکاگو)
- ۱۹۸۳ - Two of a Kind - "Prima Donna" (اجرا شده با شیکاگو)
- ۱۹۸۶ - بچه کاراته قسمت دوم - "شکوه عشق"
- ۱۹۸۷ - شاهزاده خانم از ماه (JP) - "با من بمان"
- ۱۹۸۷ - سه مرد و یک بچه - "دختر بابا"
- ۱۹۸۹ - شانس وجود دارد - "بعد از همه" (با چر)
- ۱۹۹۰ - زن زیبا - "بدون توضیح"
- ۲۰۲۲ - تازه - "قلب بی قرار"

### نماهنگ
| سال  | ویدئو                                                       | کارگردان         | مرجع                 |
| ---- | ----------------------------------------------------------- | ---------------- | -------------------- |
| ۱۹۸۶ | " شکوه عشق "                                                | پیتر سینکلر      | [ ۷ ]                |
| ۱۹۸۶ | " دفعه بعدی که سقوط می‌کنم " (با حضور امی گرانت)             | دومینیک سنا      | [ ۸ ] [ ۹ ]          |
| ۱۹۸۷ | " اشتباه بزرگ "                                             | دومینیک سنا      | [ ۱۰ ]               |
| ۱۹۸۸ | " من نبودم (که خداحافظی کرد) " (با حضور آگنتا فالتسکوگ)     | -                |                      |
| ۱۹۸۸ | " یک زن خوب "                                               | -                | [ ۱۱ ]               |
| ۱۹۸۸ | " بهترین زمان "                                             | جیم یوکیچ        | [ ۱۲ ] [ ۱۳ ]        |
| ۱۹۹۱ | " صداهایی که اهمیت می‌دهند " (متفرقه)                        | جیم یوکیچ        | [ ۱۰ ] [ ۱۴ ]        |
| ۱۹۹۲ | " قلب بی قرار "                                             | اسکله پلودن      | [ ۱۰ ] [ ۱۵ ] [ ۱۶ ] |
| ۱۹۹۳ | " احساس بهشت " (با حضور چاکا خان)                           | اسکله پلودن      | [ ۱۰ ]               |
| ۱۹۹۵ | " (I Wanna Take) Forever Tonight " (با حضور کریستال برنارد) | استیون آر. مونرو | [ ۱۰ ]               |
| ۱۹۹۷ | " شما الهام بخش هستید " (پیتر سِتِرا با حضور آز اما)          | استیون آر. مونرو | [ ۱۷ ]               |

## حضور در تلویزیون (انفرادی)
- ۱۹۸۷ - بیست و نهمین دوره جوایز سالانه گرمی، مجری، ۲۴ فوریه ۱۹۸۷[۱۸]
- ۱۹۸۷ - پنجاه و نهمین دوره جوایز اسکار، اجرای زنده[۱۹][۲۰]
- ۱۹۹۲ - نمایش امشب با جی لنو، ۱۵ دسامبر ۱۹۹۲[۲۱]
- ۱۹۹۳ - جوایز موسیقی آمریکا، مجری، ۲۵ ژانویه ۱۹۹۳[۲۲]
- ۱۹۹۳ - نمایش تالار آرسنیو، ۱۲ فوریه ۱۹۹۳[۲۳]
- ۱۹۹۳ - نمایش تالار آرسنیو، ۲ مارس ۱۹۹۳[۲۴]
- ۱۹۹۶ - CBS امروز صبح، ۹ آوریل ۱۹۹۶[۲۵]
- ۲۰۰۳ - کنسرت برای روز جهانی کودک، PBS[۲۶][۲۷][۲۸] (ضبط شده در سال ۲۰۰۲)[۲۹]
- ۲۰۰۳ - Soundstage، PBS[۳۰]
- ۲۰۰۴ - رژه روز شکرگزاری میسی[۳۱][۳۲]
- ۲۰۰۸ - هیتمن: دیوید فاستر و دوستان، ۱۱ نوامبر ۲۰۰۸، PBS[۳۳]
- ۲۰۰۸ - Smucker's Presents Hot Ice, Cool Sounds، ان‌بی‌سی[۳۴][۳۵][۳۶]
- ۲۰۱۰ - نمایش عالی تیم و اریک، کار عالی! – گرین ماشین[۳۷][۳۸]
- ۲۰۱۷ - شیکاگو: تجربه تری کات، ۷ نوامبر ۲۰۱۷، تلویزیون AXS[۳۹]

## جوایز و افتخارات

### به عنوان هنرمند انفرادی
- ۱۹۸۴، جایزه گرمی، بهترین تنظیم آواز برای دو یا چند صدا، «عادت سخت برای شکستن» (تراک)، نامزد[۴۰]
- ۱۹۸۴: جوایز موسیقی پاپ ASCAP، پر اجراترین آهنگ‌های ASCAP، برنده چندین ترانه‌سرا، «سخت است بگویم متاسفم» و «عاشقم فردا»، برنده[۴۱][۴۲]
- ۱۹۸۶: جوایز موسیقی پاپ ASCAP، پر اجراترین آهنگ‌های ASCAP, "You're the Inspiration"، برنده شد[۴۳]
- ۱۹۸۷: جایزه گرمی، بهترین اجرای آواز پاپ توسط یک هنرمند مرد، " شکوه عشق "، نامزد[۴۰]
- ۱۹۸۷: جایزه گرمی، بهترین اجرای آواز پاپ توسط دو یا گروه، " دفعه بعدی سقوط می‌کنم "، نامزد[۴۴][۴۰]
- ۱۹۸۷: جایزه اسکار، بهترین آهنگ اصلی، «شکوه عشق»، نامزد[۱۹]
- ۱۹۸۷: گلدن گلوب، بهترین آهنگ اصلی، «شکوه عشق»، نامزد[۴۵]
- ۱۹۸۷: جایزه ASCAP، بیشترین آهنگ‌های اجرا شده از فیلم‌های سینمایی، «شکوه عشق»، برنده[۴۶]
- ۱۹۸۷: جایزه ویدیوی آمریکایی، بهترین هنرمند جدید، برنده[۴۷][۴۸]
- ۱۹۹۴: جوایز موسیقی پاپ ASCAP، پر اجراترین آهنگ‌های ASCAP, "Restless Heart"، برنده[۴۹]
- ۱۹۹۷: جایزه گرمی، بهترین اجرای R&B توسط دو یا گروه با آواز، "Hard to Say I'm Sorry (ریمیکس)" (تک)، نامزد[۴۰]

### به عنوان عضو گروه موسیقی شیکاگو
- ۱۹۶۹، جایزه گرمی، بهترین هنرمند جدید سال، شیکاگو (گروه)، نامزد[۴۰]
- ۱۹۷۰: جایزه گرمی، آلبوم سال، شیکاگو، نامزد[۴۰]
- ۱۹۷۰: جایزه گرمی، بهترین اجرای آواز معاصر توسط دو، گروه یا گروه کر، شیکاگو، نامزد[۴۰]
- ۱۹۷۶: جایزه گرمی، بهترین اجرای آواز پاپ توسط یک گروه دو نفره، گروهی یا کر، " اگر حالا من را ترک کنی "، برنده شد[۴۰]
- ۱۹۷۶: جایزه گرمی، رکورد سال، "If You Leave Me Now" (تک آهنگ)، نامزد[۴۰]
- ۱۹۷۶: جایزه گرمی، آلبوم سال، شیکاگو X، نامزد[۴۰]
- ۱۹۷۷: جایزه بلیط طلایی گاردن مدیسون[۵۰][۵۱]
- ۱۹۷۷: جایزه موسیقی آمریکا، گروه موسیقی پاپ/راک/دوئ/گروه مورد علاقه، برنده[۵۲]
- ۱۹۸۲: جایزه گرمی، بهترین اجرای پاپ توسط یک دو یا گروه با آواز، " سخت است بگم متاسفم " (تک)، نامزد[۴۰]
- ۱۹۸۴: جایزه گرمی، رکورد سال، " عادت سخت برای شکستن " (تک)، نامزد[۴۰]
- ۱۹۸۴: جایزه گرمی، بهترین اجرای پاپ توسط دو یا گروه با آواز، «عادت سخت برای ترک» (تک) نامزد[۴۰]
- ۱۹۸۵، جایزه گرمی، آلبوم سال، ما جهان هستیم - ایالات متحده آمریکا برای آفریقا، نامزد[۴۰]
- ۲۰۱۴: تالار مشاهیر گرمی، اداره حمل و نقل شیکاگو، معرفی شد[۵۳]
- ۲۰۱۶: تالار مشاهیر راک اند رول، معرفی شد[۵۴]
- ۲۰۱۷: تالار مشاهیر آهنگسازان، انتخاب شده[۵۵][۵۶] (القاء نشده)[۵۷]
- ۲۰۲۰: جایزه یک عمر دستاورد گرمی[۵۸][۵۹]